# IMAM Ro.51
IMAM Ro.51 là một mẫu máy bay tiêm kích của Ý trong thập niên 1930, bay lần đầu năm 1937.

## Tính năng kỹ chiến thuật (mẫu thử Ro.51 đầu tiên)
Dữ liệu lấy từ The Complete Book of Fighters 
Đặc điểm tổng quát
- Kíp lái: 1
- Chiều dài: 7,46 m (24 ft 5¾ in)
- Sải cánh: 9,78 m (32 ft 1 in)
- Chiều cao: 2,71 m (8 ft 10⅞ in)
- Diện tích cánh: 16,4 m² [2] (176 ft²)
- Trọng lượng rỗng: 1.663 kg (3.666 lb)
- Trọng lượng có tải: 2.092 kg (4.612 lb)
- Động cơ: 1 × Fiat A.74 R.C.38, 618 kW (828 hp)

 Hiệu suất bay 
- Vận tốc cực đại: 489 km/h trên độ cao 4.500 m (264 knot, 304 mph)
- Vận tốc hành trình: 444 km/h [2] (240 knot, 276 mph)
- Tầm bay: 1.200 km [2] (648 nm, 745 mi)
- Trần bay: 8.200 m [2] (26.900 ft)
- Lên độ cao 6.000 m (19.700 ft): 7 phút

Trang bị vũ khí

- 2 × súng máy Breda-SAFAT 12,7 mm